# Benson County
Benson County ist ein County im Bundesstaat North Dakota der Vereinigten Staaten. Der Verwaltungssitz (County Seat) ist Minnewaukan.

## Geographie
Das County liegt im mittleren Nordosten von North Dakota und hat eine Fläche von 3728 Quadratkilometern, wovon 152 Quadratkilometer Wasserfläche sind. Es grenzt im Uhrzeigersinn an folgende Countys: Towner County, Ramsey County, Nelson County, Eddy County, Wells County und Pierce County.
Die Anbindung an das Nationale Fernstraßennetz wird über U.S. Highway 2 und U.S. Highway 281 sowie wie über die State Highways North Dakota Highway 19, North Dakota Highway 20 und North Dakota Highway 57 ermöglicht.
In Benson County befindet sich der größte Teil des Spirit Lake Indian Reservation. Das Reservat befindet sich auf der südlichen Seite des Devils Lake. Im Reservat liegt das White Horse Hill National Game Preserve, im Devils Lake selbst befindet sich der Grahams Island State Park. Weitere  Schutzgebiete sind die National Wildlife Refuges Pleasant Lake, Volk, Wood Lake und Wurgler sowie Teile der Silver Lake National Wildlife Refuge und Lake Buffalo Lake National Wildlife Refuge.

## Geschichte
Benson County wurde 1883 gebildet. Benannt wurde es nach Bertil W. Benson, einem frühen Politiker im Dakota-Territorium.
Sieben Bauwerke und Stätten des Countys sind im National Register of Historic Places eingetragen (Stand 19. März 2018).

## Demografische Daten
Wie viele kleine Countys Norddakotas, aber im Gegensatze zu anderen Gegenden des Bundesstaates, der in den letzten Jahrzehnten aufgrund der Ölindustrie einen deutlichen Bevölkerungszuwachs erzielte, fällt die Einwohnerzahl im Benson County bereits seit den 1940er Jahren stetig.
Nach der Volkszählung im Jahr 2000 lebten im Benson County 6.964 Menschen in 2.328 Haushalten und 1.701 Familien. Die Bevölkerungsdichte betrug 2 Einwohner pro Quadratkilometer. Ethnisch betrachtet setzte sich die Bevölkerung zusammen aus 50,85 Prozent Weißen, 0,00 Prozent Afroamerikanern, 48,05 Prozent amerikanischen Ureinwohnern, 0,01 Prozent Asiaten, 0,01 Prozent Bewohnern aus dem pazifischen Inselraum und 0,16 Prozent aus anderen ethnischen Gruppen; 0,82 Prozent stammten von zwei oder mehr Ethnien ab. 0,79 Prozent der Bevölkerung waren spanischer oder lateinamerikanischer Abstammung.

Alterspyramide des Benson County

Von den 2.328 Haushalten hatten 38,0 Prozent Kinder und Jugendliche unter 18 Jahre, die bei ihnen lebten. 48,5 Prozent waren verheiratete, zusammenlebende Paare, 16,6 Prozent waren allein erziehende Mütter, 26,9 Prozent waren keine Familien, 24,5 Prozent waren Singlehaushalte und in 12,5 Prozent lebten Menschen im Alter von 65 Jahren oder darüber. Die Durchschnittshaushaltsgröße betrug 2,97 und die durchschnittliche Familiengröße lag bei 3,48 Personen.
Auf das gesamte County bezogen setzte sich die Bevölkerung zusammen aus 36,1 Prozent Einwohnern unter 18 Jahren, 7,8 Prozent zwischen 18 und 24 Jahren, 23,3 Prozent zwischen 25 und 44 Jahren, 19,4 Prozent zwischen 45 und 64 Jahren und 13,5 Prozent waren 65 Jahre alt oder darüber. Das Durchschnittsalter betrug 31 Jahre. Auf 100 weibliche Personen kamen 102,1 männliche Personen. Auf 100 Frauen im Alter von 18 Jahren oder darüber kamen statistisch 102,0 Männer.
Das jährliche Durchschnittseinkommen eines Haushalts betrug 26.688 USD, das Durchschnittseinkommen der Familien betrug 31.558 USD. Männer hatten ein Durchschnittseinkommen von 23.056 USD, Frauen 17.862 USD. Das Prokopfeinkommen betrug 11.509 USD. 24,4 Prozent der Familien und 29,1 Prozent Familien lebten unterhalb der Armutsgrenze. Davon waren 38,9 Prozent Kinder oder Jugendliche unter 18 Jahre und 16,7 Prozent waren Menschen über 65 Jahre.

## Politik
Im Gegensatze zu vielen anderen kleineren Countys Norddakotas, die traditionell republikanisch geprägt sind, konnten die Demokraten lange Zeit Mehrheiten im Benson County gewinnen. In jüngster Zeit ist jedoch auch das Benson County mehrheitlich republikanisch. Während Barack Obama 2008  66,09 % der Stimmen erzielte, reichte es für Joe Biden bei den Präsidentschaftswahlen 2020 nur mehr für 41,92 % gegenüber Donald Trumps 55,79 %. Dies hat mit der zunehmenden Stadt-Land-Polarisierung zu tun, wonach die Demokraten in städtischen und die Republikaner in ländlichen Gebieten ihre Hochburgen haben. Diesem Trend folgt auch das dünn besiedelte Benson County.